# Dreams (singel The Game’a)
Dreams – trzeci oficjalny (a czwarty w ogóle) singel amerykańskiego rapera The Game z płyty The Documentary. Producentem jest Kanye West, a samplem utworu jest „No Money Down” Jerry’ego Butlera.
Piosenka jest zadedykowana Yetunde Price (starszej siostrze tenisistek Sereny i Venus Williams), która zginęła 14 września 2003 w Compton. Siostry Williams pochodziły z Compton, tak samo jak raper.
Remix utworu został wydany w mikstejpie The Game’a, You Know What It Is Vol. 3. Jest to mix pomiędzy „Dreams” oraz „A Dream”.
W Dreams, The Game nawiązuje do wielu znanych ludzi i albumów, takich jak:
- 2001
- 50 Cent
- Aaliyah
- Aftermath Entertainment
- All Eyez on Me
- Dave Mays
- DJ Clue
- DJ Whoo Kid
- Doggystyle
- Dr. Dre
- Eazy-E
- Eminem
- Marshall Mathers
- Frankie Beverly
- Huey Newton
- Jam Master Jay
- Jezus
- Juicy (utwór) The Notorious B.I.G.
- Kanye West
- King Magazine
- Left Eye
- LL Cool J
- Ma$e
- Martin Luther King
- Marvin Gaye
- Mike Lem
- Mýa
- Nas – pod koniec drugiego wersu piosenki The Game rapuje: „...they say sleep is the cousin of death...”  Jest to nawiązanie do piosenki Nasa „N.Y. State of Mind”, z albumu „Illmatic."
- Ready to Die
- Reasonable Doubt
- Ronald Reagan
- Serena Williams
- Snoop Dogg
- The Source
- Stevie Wonder
- Nigga With An Attitude Vol. 1
- 2Pac
- Venus Williams
- Vibe Magazine
- Vivica A. Fox
- Whitney Houston
- Yetunde Price